# Торнике Шенгелија
Торнике Шенгелија (груз. თორნიკე შენგელია; Тбилиси, 5. октобар 1991) грузијски је кошаркаш. Игра на позицији крилног центра, а тренутно наступа за Барселону.

## Биографија
Кошаркашки је сазревао у млађим категоријама Валенсије, а у периоду од 2008. до 2010. играо је паралелно и за млади и за сениорски тим овог клуба. Са Валенсијом је у сезони 2009/10 освојио Еврокуп. Наредне две сезоне провео је у Белгији и то као играч Спируа, с тим што је првих годину дана био на позајмици у екипи Вулфс Вервје-Пепинстер.
На НБА драфту 2012. изабран је као укупно 54. пик од стране Филаделфија севентисиксерса, али је убрзо трејдован Бруклин нетсима за које је и потписао у јулу исте године. Током боравка у Нетсима више пута је био на позајмицама клубу Спрингфилд армор из НБА развојне лиге. У јануару 2014. трејдован је Чикаго булсима који су га отпустили већ у априлу.
У јуну 2014. потписао је за Саски Басконију. У екипи Басконије је провео наредних шест сезона, а у последњој је освојио титулу првака Шпаније. У јулу 2020. потписао је трогодишњи уговор са екипом ЦСКА из Москве. Са екипом ЦСКА је освојио ВТБ јунајтед лигу у сезони 2020/21. Због почетка инвазије Русије на Украјину, Шенгелија је крајем фебруара 2022. напустио клуб из Москве. У марту 2022. потписао је уговор са Виртусом из Болоње.
Члан је репрезентације Грузије за коју је наступао на  Европским првенствима 2011, 2015. и 2017. као и на Светском првенству 2023.

## Успеси

### Клупски
Валенсија
- Еврокуп: 2009/10.

Басконија
- Првенство Шпаније: 2019/20.

ЦСКА Москва
- ВТБ јунајтед лига: 2020/21.
- Суперкуп ВТБ јунајтед лиге: 2021.

Виртус Болоња
- Еврокуп: 2021/22.
- Првенство Италије: 2024/25.
- Суперкуп Италије (2): 2022, 2023.

### Појединачни
- Идеални тим Евролиге — прва постава: 2017/18.
- Најкориснији играч Суперкупа Италије: 2023.
- Најкориснији играч финала плеј офа Првенства Италије: 2024/25.